# کاریوکار
کاریوکار (نام علمی: Caryocar) نام یک سرده از رده دولپه‌ای‌ها است.